# استیو پرفونتین
استیو پرفونتین (انگلیسی: Steve Prefontaine; ۲۵ ژانویهٔ ۱۹۵۱ – ۳۰ مهٔ ۱۹۷۵)  دونده اهل ایالات متحده آمریکا بود.
وی در مسابقات کشوری و بین‌المللی در مجموع برندهٔ ۱ مدال طلا شده‌است.